# Campeonato Mundial de Ciclismo de Montaña de 2003
El XIV Campeonato Mundial de Ciclismo de Montaña se celebró en la ciudad de Lugano (Suiza) entre el 31 de agosto y el 7 de septiembre de 2003, bajo la organización de la Unión Ciclista Internacional (UCI) y la Unión Ciclista de Suiza. 
Las competiciones se realizaron en el monte Tamaro.
Se compitió en 4 disciplinas, las que otorgaron un total de 10 títulos de campeón mundial:
- Descenso (DH) – masculino y femenino
- Campo a través (XC) – masculino, femenino y mixto por relevos
- Campo a través para 4 (4X) – masculino y femenino
- Trials (TRI) – masculino 20″, masculino 26″ y femenino 20″/26″

## Resultados

### Masculino
| Evento                        | Oro                                   | Plata                             | Bronce                             |
| ----------------------------- | ------------------------------------- | --------------------------------- | ---------------------------------- |
| Descenso (06.09)              | Greg Minnaar Sudáfrica 4:37,78        | Mickaël Pascal Francia 4:38,70    | Fabien Barel Francia 4:39,11       |
| Campo a través (07.09)        | Filip Meirhaeghe · Bélgica · 2:25:02  | Ryder Hesjedal · Canadá · 2:25:48 | Roel Paulissen · Bélgica · 2:26:54 |
| Campo a través para 4 (05.09) | Michal Prokop · República Checa ·     | Eric Carter Estados Unidos        | Brian Lopes Estados Unidos         |
| Trials 20″ (07.09)            | Benito Ros Charral · España · 14 pts. | Marco Hösel · Alemania · 21 pts.  | Vincent Hermance Francia 23 pts.   |
| Trials 26″ (07.09)            | Giacomo Coustellier Francia 18        | Marc Caisso Francia 19            | Kenny Belaey · Bélgica · 20        |

### Femenino
| Evento                        | Oro                                    | Plata                                          | Bronce                             |
| ----------------------------- | -------------------------------------- | ---------------------------------------------- | ---------------------------------- |
| Descenso (06.09)              | Anne-Caroline Chausson Francia 5:10,23 | Sabrina Jonnier Francia 5:22,64                | Nolvenn Le Caër Francia 5:27,69    |
| Campo a través (07.09)        | Sabine Spitz · Alemania · 2:07,59      | Alison Sydor · Canadá · 2:08,15                | Irina Kalentieva · Rusia · 2:09,58 |
| Campo a través para 4 (05.09) | Anne-Caroline Chausson Francia         | Sabrina Jonnier Francia                        | Jill Kintner Estados Unidos        |
| Trials 20″/26″ (05.09)        | Karin Moor · Suiza · 7 pts.            | Ann-Christin Bettenhausen · Alemania · 18 pts. | Lucie Miramond Francia 19 pts.     |

### Mixto
| Evento                             | Oro                                                                                        | Plata                                                                      | Bronce                                                                           |
| ---------------------------------- | ------------------------------------------------------------------------------------------ | -------------------------------------------------------------------------- | -------------------------------------------------------------------------------- |
| Campo a través por relevos (03.09) | Marcin Karczyński · Piotr Formicki · Anna Szafraniec · Kryspin Pyrgies · Polonia · 1:13:37 | Ralph Näf · Balz Weber · Nino Schurter · Barbara Blatter · Suiza · 1:15:00 | Roland Green · Ricky Federau · Max Plaxton · Christina Redden · Canadá · 1:15:20 |

## Medallero
| Núm. | País            | Oro | Plata | Bronce | Total |
| ---- | --------------- | --- | ----- | ------ | ----- |
| 1    | Francia         | 3   | 4     | 4      | 11    |
| 2    | Alemania        | 1   | 2     | 0      | 3     |
| 3    | Suiza           | 1   | 1     | 0      | 2     |
| 4    | Bélgica         | 1   | 0     | 2      | 3     |
| 5    | España          | 1   | 0     | 0      | 1     |
| 5    | Polonia         | 1   | 0     | 0      | 1     |
| 5    | República Checa | 1   | 0     | 0      | 1     |
| 5    | Sudáfrica       | 1   | 0     | 0      | 1     |
| 9    | Canadá          | 0   | 2     | 1      | 3     |
| 10   | Estados Unidos  | 0   | 1     | 2      | 3     |
| 11   | Rusia           | 0   | 0     | 1      | 1     |
|      | TOTAL           | 10  | 10    | 10     | 30    |